# 大鱗紅鯒
大鱗紅鯒，為輻鰭魚綱鮋形目牛尾魚亞目赤鯒科的其中一種，分布於澳洲Townsville至Wollongong海域，棲息深度46-366公尺，體長可達27.3公分，生活在大陸坡，為底棲性魚類，屬肉食性，生活習性不明。

## 擴展閱讀
維基物種上的相關：大鱗紅鯒